# زمین‌لرزه تونگا
زمین‌لرزه تونگا ممکن است به یکی از موارد زیر اشاره داشته باشد:
- زمین‌لرزه ۲۰۰۶ تونگا
- زمین‌لرزه ۲۰۰۷ تونگا
- زمین‌لرزه ۲۰۰۹ تونگا